# Jaroslav Hornát
Jaroslav Hornát (14. dubna 1929, Praha – 26. února 1990 Praha) byl český překladatel z angličtiny, autor předmluv a doslovů ke knihám, pořadatel výborů z anglické literatury.

## Život
Studoval na reálném gymnáziu v Praze, po maturitě v roce 1948 studoval angličtinu a češtinu na Filozofické fakultě a v roce 1953 získal doktorát.
V letech 1952 až 1990 pracoval na katedře anglistiky na Filozofické fakultě Karlovy univerzity, jako historik umění se věnoval alžbětinskému divadlu, renesanční próze a anglickému románu 18. a 19. století.
Jeho manželka Eliška Hornátová je také překladatelkou z angličtiny.

## Díla
- Alžbětinské drama
- Anglická renesanční próza
- Sedm amerických válečných románů z druhé světové války

## Překlady
- John Lyly: Alexandr a Kampasté (In: Alžbětinské divadlo, Shakespearovi předchůdci, Odeon 1978)
- Robert Louis Stevenson: Fanchardský poklad, Falesánské pobřeží
- John Steinbeck: Nebeské pastviny
- Ann Radcliffová: Záhady Udolfa (s Eliškou Hornátovou)

## Předmluvy a doslovy
- Henry Fielding: Amelie, Tom Jones (přel. František Marek), Josef Andrews (přel. Jarmila Fastrová)
- Charles Dickens: Barnabáš Rudge, Kronika Pickwickova klubu, Mikuláš Nickleby, Nadějné vyhlídky, Oliver Twist, Ponurý dům, Starožitníkův krám (přel. Emanuel Tilsch – Emanuela Tilschová), Zlé časy (přel. Dagmar Steinová
- Erskine Caldwell: Boží políčko (př. A. J. Šťastný), Tabáková cesta (přel. Jarmila Emmerová)
- Mark Twain: Dobrodružství Toma Sawyera (př. František Gel)
- Saki: Léčba neklidem (př. František Vrba)
- Matthew Gregory Lewis: Mnich (přel. František Vrba)
- Norman Mailer: Nazí a mrtví (přel. Jiří Mucha)
- Sir Arthur Conan Doyle: Pes Baskervillský (přel. František Gel)
- James Jones: Pistole (přel. A. J. Šťastný)
- Robert Louis Stevenson: Podivný případ dr. Jekylla a pana Hyda (přel. Jarmila Fastrová)
- Charles Robert Maturin: Poutník Melmoth (přel. Tomáš Korbař)
- Daniel Defoe: Robinson Crusoe (přel. Albert Vyskočil)
- George Eliotová: Silas Marner (přel. Emanuel Tilsch – Emanuela Tilschová)
- Richard Aldington: Zemřel hrdina (přel. Jiří Valja